# اودایان پراساد
اودایان پراساد (انگلیسی: Udayan Prasad؛ زادهٔ ۴ فوریهٔ ۱۹۵۳) کارگردان فیلم، تدوین‌گر و تهیه‌کننده فیلم هندی‌الاصل اهل بریتانیا است.
وی ابتدا در رشتهٔ باستان‌شناسی در دانشگاه بیرمنگام شروع به تحصیل کرد، اما آنرا نیمه‌تمام رها کرد تا به تحصیل در رشتهٔ طراحی گرافیک در پلی‌تکنیک لیدز بپردازد.
از فیلم‌ها یا مجموعه‌های تلویزیونی که وی در آن‌ها نقش داشته است، می‌توان به پسر متعصب من و شاهد خاموش اشاره نمود.